# GJ 3634
GJ 3634 (LHS 2335 / LP 905-36) es una estrella de magnitud aparente +11,93.
Desde 2011 se conoce la existencia de un planeta extrasolar en órbita alrededor de esta estrella.
GJ 3634 está situada a 65,5 años luz del sistema solar en dirección a la constelación de Hidra.
Es una enana roja de tipo espectral M2.5.
Mucho menos luminosa que el Sol, su luminosidad apenas alcanza el 2% de la luminosidad solar.
Tiene una masa de 0,45 masas solares y no existe consenso en cuanto a su metalicidad (abundancia relativa de elementos más pesados que el helio); diversos estudios sitúan su índice de metalicidad entre -0,10 y +0,15.
Asumiendo una metalicidad igual a la solar y una edad de 5000 millones de años, se puede estimar su radio, aproximadamente igual al 43% del radio solar.
Su cinemática indica una edad probablemente superior a 3000 millones de años.
Gira sobre sí misma con una velocidad de rotación proyectada es inferior a 1 km/s, siendo considerada una estrella moderadamente activa.

## Sistema planetario
En 2011 se anunció el descubrimiento de un planeta en torno a GJ 3634, denominado GJ 3634 b.
Orbita a una distancia de 0,029 UA respecto a la estrella, lo que equivale a 1/13 de la distancia que separa a Mercurio del Sol.
Tiene un corto período orbital de 2,6456 días.
Su masa es aproximadamente igual a 8,4 veces la masa terrestre, siendo por tanto un planeta de tipo «Súper-Tierra».
El estudio inicial del sistema sugiere que un segundo planeta en el sistema interior es improbable.
Sin embargo, los descubridores de GJ 3634 b notaron la señal de un segundo cuerpo de naturaleza desconocida; lo más probable es que este objeto tenga una masa máxima doble de la de Neptuno y orbite en torno a GJ 3634 cada 200 días.
| Acompañante (En orden desde la estrella) | Masa (MJ)        | Período orbital (días) | Semieje mayor (UA) | Excentricidad |
| ---------------------------------------- | ---------------- | ---------------------- | ------------------ | ------------- |
| GJ 3634 b                                | > 0,022 ± 0,0035 | 2,64561 ± 0,00066      | 0,0287 ± 0,0011    | 0,08 ± 0,094  |